# Piscicola
Piscicola — рід п'явок ряду Хоботні п'явки (Rhynchobdellida).

## Опис
Відрізняються дуже вузьким видовженим тілом і великою задньою присоском. 

## Спосіб життя
Є паразитами. Живляться кров'ю різних видів риб.

## Види
- Piscicola geometra
- Piscicola milneri
- Piscicola punctata
- Piscicola salmositica
- Piscicola zebra